# Rokkestenen
 For alternative betydninger, se Rokkestenen (flertydig). (Se også artikler, som begynder med Rokkestenen)
Rokkestenen er en 35 ton tung vandreblok, der ligger i Paradisbakkerne på Bornholm. Den kom til Bornholm sammen med andre vandreblokke under den seneste istid. Tidligere lå stenen, så den kunne rokke (deraf navnet: Rokkestenen), men i dag skal der mange kræfter til bare at bevæge den en smule. En teknik til at få stenen til at rokke uden brug af særligt mange kræfter er dog at hoppe op og ned på det lille plateau, der er på den ene side af stenen. 
Der findes mange andre vandreblokke på Bornholm (og i resten af Danmark). De var genstand for folketro, og der findes mindst 175 navngivne vandreblokke på øen.
Rokkestenen ligger i Natura 2000 område nr. 186 Almindingen, Ølene og Paradisbakkerne.